# Zone of the Enders: The Fist of Mars
Zone of the Enders: The Fist of Mars (Z.O.E. 2173: Testament au Japon), est un jeu vidéo de type tactical RPG développé par Winkysoft et édité par Konami en 2001 sur Game Boy Advance.
Le jeu fait partie de l'univers fictionnel Zone of the Enders.

## Structure
Le jeu est organisé de manière à ressembler à une série animée de 26 épisodes (format standard d'un anime japonais, 26 épisodes correspondent à une saison), chacun contenant une mission. Chaque épisode (à l'exception du dernier qui est uniquement narratif) est constitué d'une phase de dialogue suivie d'une phase de jeu, puis clôturé par une autre phase de dialogue. Entre chaque épisode, le joueur peut acheter de l'équipement et des améliorations pour son mecha ainsi que sauvegarder sa partie. Un lexique très complet répertoriant et expliquant les différents mechas, personnages et termes rencontrés au cours du jeu est disponible pendant les phases d'entre-mission. La partie peut être sauvegardée à tout moment durant un combat, et les séquences narratives peuvent être accélérées, rembobinées, ou complètement sautées.

## Personnages
Cage Midwell

Sexe : Masculin

Âge : 17 ans

Groupe sanguin : O

Travail : Membre d'équipage du Bonaparte III
Cage est un jeune homme candide. Il est né il y a 17 ans d'une mère inconnue dans la soute à cargaison du Midwell qui transportait illégalement des immigrés clandestin, Cage a été élevé à bord du vaisseau par le capitaine qui l'a pris sous son aile. Bien qu'il soit bien traité par l'équipage du Midwell, Cage a toujours eu un sentiment d'isolation et de solitude dans son cœur, qui se traduisit par une faible estime de lui-même et un comportement totalement passif. Quand le capitaine mourut et que le Midwell fut déclaré inapte au vol, Cage s'engagea à bord du Bonapart III, où il rencontra Ares. Cette amitié avec ce garçon, qui avait le même âge que lui et qui semblait déjà tellement mature, eut un profond impact sur Cage, cela l'aida à se remettre de ses blessures psychologiques. Cependant, savoir qu'il doit sa rémission à Ares lui pose problème, en effet Cage dépend entièrement d'Ares et il pense qu'il ne sera jamais capable d'exister sans lui.
Ares Enduwa

Sexe : Masculin

Âge : 17 ans

Groupe sanguin : AB

Travail : Membre d'équipage du Bonaparte III
Ares est un collègue de Cage sur le Bonaparte III, un vaisseau spatial reliant la Terre et Mars. Il travaillait déjà depuis 4 mois sur le Bonaparte III quant Cage monta à bord pour la première fois il y a un an. Tard, un soir après le travail Cage rencontra Ares en train de jouer du piano sur un PC dont il avait modifié la programmation. Cage se montra à la fin de ce concert improvisé et était si ému par la musique qu'il commença à parler avec Ares. Tout d'abord Ares fut agacé par l'intrusion, mais devant la persévérance de Cage, Ares finit par lui prêter attention pour enfin devenir son ami. Ares apprit à Cage toutes les ficelles du métier. L'équipage du Bonaparte surnomma ce duo hors-norme The Eighth Wonder Of Bonaparte, la huitième merveille du Bonaparte.
Myona Alderan

Sexe : Féminin

Âge : 17 ans

Groupe sanguin : A
Myona est une fille aux origines mystérieuse trouvée dans une chambre de stockage du Bonaparte III. Depuis l'accident impliquant un appareil non identifié, elle a intégré le groupe dont fait partie Cage. Elle souffre d'amnésie depuis l'accident, on apprend quelques bribes de son passé lors de flash occasionnel. Bien qu'elle laisse parfois apparaître un caractère têtu et déterminé signe d'une personnalité cachée, elle est timide et agit rarement avec agressivité. Parfois sérieuse, parfois frivole, elle est très lunatique ce qui pourrait être l'une des conséquences de sa perte de mémoire…
Pharsti

Sexe : n/c – intelligence artificielle

Âge : n/c

Groupe sanguin : n/c
Pharsti est le programme de navigation installé à bord de l'Orbital Frame dans lequel Cage et Myona s'enfuient juste avant la collision entre le Bonapart III et l'appareil non-identifié. Il/elle est spécial, sa technologie hautement avancée ne se retrouve dans aucun autre LEV. Quels secrets peuvent être cachés dans sa création ?
Semyl Shambrow

Sexe : Féminin

Âge : 16 ans

Groupe sanguin : O
Cette jeune fille robuste, qui s'exprime dans un langage argotique, a conscience de sa petite taille et entretient un rapport ambigu avec Razma. Bien qu'elle ait grandi dans un orphelinat, elle affiche le comportement ouvert de ceux qui ont connu une enfance heureuse. En réalité, elle a vécu une enfance difficile et a dû affronter très tôt les préjugés des Terriens envers les Enders. Elle a rejoint la Résistance dès ses débuts afin de garantir un avenir plus heureux avec ses "frères et sœurs" de l'institution. Elle a récemment perdu une amie à la suite d'une histoire d'amour avec un Terrien qui semblerait avoir mal tourné. Bien qu'elle joue le rôle de grande sœur responsable de l'orphelinat, ce n'est qu'une jeune fille de 16 ans.
Mebius K. Lylekraft

Sexe : Féminin

Âge : 26 ans

Groupe sanguin : B
Femme mûre dont le comportement doux et gentil cache un sens aigu de la stratégie. Mebius s'est installée sur mars avec son mari, décédé quelque temps plus tard dans un accident en sortant acheter un cadeau à leur futur enfant. À la suite de ce drame, elle fait une fausse couche et perd son enfant (qui devait s'appeler Tia). C'est alors que Mebius, désespérée par la mort de ces deux êtres chers, a rencontré Deckson, chargé de réaliser une enquête sur les circonstances de la mort de son mari visant à démontrer la responsabilité de l'Earthling General dans ce drame. Blessée et furieuse, elle rejoint le BIS, où elle travaille au côté de Deckson. Mebius semble avoir des sentiments plus profonds envers Deckson mais soit elle ne s'en rend pas compte, soit elle le dénie car ils travaillent ensemble et elle souhaite rester fidèle à la mémoire de son défunt mari.
Razma Cascade Jr.

Sexe : Masculin

Âge : 19 ans

Groupe sanguin : A
Ce coureur de jupons et fauteur de troubles au sein du BIS est étonnamment fiable dans les moments cruciaux. Un peu puéril, il peut se montrer remarquablement perspicace. Excellent tireur, il est doué d'une ouïe et d'une vue exceptionnelles. Il semble avoir un faible pour Semyl, mais rien ne s'est concrétisé pour le moment. Sa seule famille est constituée par sa mère malade qui lui répète que son père était un "Earthling bien placé" ; ils ne se sont pourtant jamais parlés. Obsédé par l'image d'un père qu'il n'a jamais rencontré, il a peut-être trouvé une figure paternelle en Deckson...
Tadamichi E. Yukito

Sexe : Masculin

Âge : 24 ans

Groupe sanguin : AB
Fervent amateur de vieux films de science-fiction à petit budget et expert en matière de japanimation des XXeet XXIe siècle. Profondément indépendant et autonome. Élevé au sein d'une famille traditionnelle "très comme il faut" composée d'un père et de frères et de sœurs, il a ignoré le souhait de sa famille qui voulait qu'il rejoigne le monde de l'entreprise, en expliquant : "les costumes ne me vont pas" et a quitté le foyer familial. La suite est entrée dans l'histoire.
Warren Lumenlux

Sexe : Masculin

Âge : 33 ans

Groupe sanguin : A
Prudent et extrêmement circonspect, il est souvent l'objet de plaisanteries, mais ses connaissances et son expérience sont hautement respectées. Ancien mercenaire, il porte toujours des lunettes noires et parle peu, ce qui lui donne le style du « professionnel accompli ». Autrefois spécialiste des actes terroristes, il a abandonné sa profession après avoir tiré sur une jeune otage par erreur. À la suite de cet évènement, il a parcouru le monde sans but précis, pour finir par rejoindre le BIS sur Mars. Il ressent des sentiments particuliers pour une membre du BIS, mais n'étant pas doué pour ces choses-là, il n'a jamais réussi à la conquérir.
Philbright

Sexe : Masculin

Âge : 17 ans

Groupe sanguin : AB
Nom complet : "Philbright Westriverside Warehouserock XXVI". Excelle dans les tâches ménagère telles que la cuisine, le ménage et la lessive. Se fatigue vite. En raison de sa longue chevelure blonde et de sa voix haut perchée, on le prend souvent pour une fille. Phil doit son nom interminable à son père, qui croyait à une vieille superstition selon laquelle la chance vient aux gens qui portent de longs noms. Il a grandi dans une famille heureuse au milieu de nombreux frères et sœurs, jusqu'au jour où son père a pris un médicament qui a déclenché chez lui un soudain accès de violence. Déconcerté et horrifié, Phil a été incapable de se défendre face à cette attaque sauvage, mais en reprenant ses esprits, il a découvert qui l'ensemble de sa famille, y compris son  père, était morte. Le fabricant du médicament a tenté de couvrir l'accident et de reporter la faute sur Phil. Deckson a porté secours au malheureux garçon et l'a pris sous son aile.
Aujourd'hui officier assistant membre du BIS, il a un faible pour Myona...
Deckson Geyse

Sexe : Masculin

Âge : 42 ans

Groupe sanguin : O
Père fondateur du BIS.
Convaincu qu'il n'a fait qu'aider le mouvement de résistance de Mars, il ne se rend pas compte de l'étendue de son influence dans la politique martienne, bien qu'il soit prêt à donner sa vie pour défendre leur cause. Père de famille, il a été officier de l'UNSF, poste qui lui a valu quelques succès, mais il a divorcé en raison de ses trop longues heures de travail. Ayant perdu sa motivation principale dans la vie et assailli de remords quant à son rôle avec les Enders, il a quitté l'UNSF et a commencé des recherches sur les activités étranges des Earthlings, ce qui lui a valu des alliés et des ennemis. Son comité de soutien a continué de grossir et a fini par former le BIS.
Robin O'Connell

Sexe : Féminin

Âge : 33 ans

Groupe sanguin : O
Principal sponsor du BIS.
Environ 90 % du capital du BIS provient de la fondation Robin, groupe clandestin dirigé par Robin elle-même. Jouissant d'un réseau étendu de connexions et de formidables ressources, le groupe fait tout son possible pour assister le BIS, de l'obtention d'unité d'énergie et d'autres pièces pour les prototypes d'armes au recrutement d'experts en maintenance, en passant par l'arrestation des fugitifs. Femme d'affaires magnifiques mais impitoyable, elle se montre maternelle et protectrice envers les membres du BIS.
Twede Gray

Sexe : Masculin

Âge : approximativement 30 ans 

Groupe sanguin : Inconnu
Secrétaire de Robin.
Vêtu de noir des pieds à la tête, de lunettes noires et de gants noirs, il parle peu et montre rarement ses émotions. Vif et observateur, il se montre quasiment télépathique dans sa compréhension des gens il est précis et rapide dans son travail, terminant souvent ce qu'il a entrepris avant même que les autres lui aient demandés de s'en occuper.

## Accueil
| The Fist of Mars      |      |        |
| Média                 | Pays | Notes  |
| Consoles +            | FR   | 85 %   |
| Eurogamer             | UK   | 5/10   |
| Gamekult              | FR   | 4/10   |
| GameSpot              | US   | 73 %   |
| IGN                   | US   | 63 %   |
| Jeuxvideo.com         | FR   | 13/20  |
| Joypad                | FR   | 7/10   |
| Compilations de notes |      |        |
| Metacritic            | US   | 71 %   |
| GameRankings          | US   | 70,6 % |